# رویس شارپ
رویس شارپ (به انگلیسی: Royce Sharp) (زادهٔ ۲۵ مهٔ ۱۹۷۲) شناگر اهل ایالات متحده آمریکا است.